# Александру Куедан
Александру Куедан (Арад, 26. септембар 1910. — 9. мај 1976) био је румунски фудбалер који је играо на позицији одбрамбеног играча.

## Биографија
На клупском нивоу, играо је у првој лиги Румуније за Рапид из Букурешта, један од многих клубова у главном граду Румуније.
Са фудбалском репрезентацијом Румуније, изабран је као део репрезентације од стране селектора Радулеског да учествује на светском првенству 1934. у Италији. Тим је елиминисан у првом колу од Чехословачке резултатом 2–1.

## Трофеји
Рапид Букурешт
- Куп (3): 1936–37, 1937–38, 1938–39